# 83-as busz (Szeged)
A szegedi 83-as jelzésű autóbusz Makkosház és a Vadkerti tér, buszforduló között közlekedett. A járatokat a Tisza Volán Zrt. üzemeltette.
A város egyik legjelentősebb és legnagyobb forgalmú autóbuszjárata volt. Átlagos követési ideje 20 perc. A leghosszabb üzemidejű szegedi helyi buszjárat volt, munkanapokon az első 83-as 4.30-kor indult Makkosházáról, az utolsó pedig 23.53-kor érkezett meg. Néhány rendkívüli esettől eltekintve az összes ezen a vonalon közlekedő busz csuklós volt, a kocsik többsége Ikarus 280, illetve gázüzemű változata, de az új járműbeszerzéseknek köszönhetően a 2000-es évek kezdetétől a járat vonalán meghatározóak voltak az alacsonypadlós Mercedes-Benz Citaro G és Volvo 7700A típusú autóbuszok. A központi forgalomirányítás bevezetése előtt a vonal Makkosház decentrumhoz tartozott. Az utasáramlás alapján a vonal több szakaszra volt osztható: Makkosház – Mars tér – Ságvári Gimnázium – Személypályaudvar – Vadkerti tér. A 83-as busz egyik legnagyobb hátránya volt, hogy a csúcsidőszakokban a vonal belvárosi szakaszán (Mars tér környéke, Ságvári Gimnázium környéke) rendszeresen alakultak ki torlódások, amelyekben az autókkal egy sávon haladó buszok bennragadtak.

## Története
33-as
A 33-as járat a Szent György térről közlekedett az alsóvárosi Szabadság térig (1985-ben). A 33-as 1987-ben szűnt meg, ekkor hosszabbították meg a 83-as járatot Alsóvároson.[forrás?]
83-as
A 83-as járat 1981. október 11-től közlekedett először Szegeden, a Vértói út – Honvéd tér szakaszon. 1985-ben az útvonal mindkét irányban hosszabbodott, így a Makkosháza, Hont Ferenc utca és a Személypályaudvar lett a két új végállomás. 1987-ben a járatot meghosszabbították a Vadkerti térig.
Két betétjárata volt. A 83A Makkosház és a Személypályaudvar között járt, a 83G gyorsjárat pedig 1985-től közlekedett a Makkosház és a Honvéd tér között. A 83G járat 1989-ben 83R jelzést kapott.[forrás?] A 83R 1996-tól 83H járatként közlekedett tovább.[forrás?] 2004. július 3-ától a 83H járat megszűnt.
A 2-es villamos 2012. március 3-i átadása után a 83-as járatot a 83A járattal együtt összevonták a 20-as járattal. Ezáltal két új vonal jött létre, a 20-as Petőfitelep, Fő tér – Személypályaudvar – Vadkerti tér útvonalon, a 20A pedig a 20-as eredeti (Petőfitelep, Fő tér – Honvéd tér) útvonalán halad. 2016. június 15-én a 20A járatot összevonták a 74A-val, 24-es jelzéssel.

## Útvonala
| Vadkerti tér, buszforduló felé | Makkosház felé |
| --- | --- |
| Makkosház vá. – Ipoly sor – Makkosházi körút – Rókusi körút – Kossuth Lajos sugárút – Párizsi körút – Mars tér – Attila utca – Bartók tér – Tisza Lajos körút – Szentháromság utca – Szent Ferenc utca – Személy putca (Indóház tér) – Bem utca – Hattyas utca – Csonka utca – Szabadság tér – Szécsi utca – Vadkerti tér, buszforduló vá. | Vadkerti tér, buszforduló vá. – Szécsi utca – Szabadság tér – Csonka utca – Hattyas utca – Bem utca – Személy putca (Indóház tér) – Szent Ferenc utca – Szentháromság utca – Tisza Lajos körút – Mikszáth Kálmán utca – Bartók tér – Mars tér – Párizsi körút – Kossuth Lajos sugárút – Rókusi körút – Makkosházi körút – Lomnici utca – Hont Ferenc utca – Makkosház vá. |

## Megállóhelyei
| 0  | Makkosház 83–83A–83H végállomás                     | 28 |
| 1  | Ipoly sor                                           | 27 |
| 2  | Makkosházi körút                                    | 26 |
| 3  | Vértó                                               | 25 |
| 4  | Rókusi II. számú Általános Iskola                   | 24 |
| 5  | Rókusi víztorony                                    | 23 |
| 7  | Kisteleki utca                                      | 22 |
| 9  | Damjanich utca                                      | 20 |
| 10 | Rókusi templom                                      | 19 |
| 12 | Mars tér (autóbusz-állomás)                         | 17 |
| 13 | Bartók tér                                          | ∫  |
| ∫  | Centrum Áruház (Mikszáth utca)                      | 15 |
| 15 | Dugonics tér (Tisza Lajos körút)                    | 14 |
| 16 | Honvéd tér (Tisza Lajos körút) (↓) Dugonics tér (↑) | 13 |
| ∫  | Honvéd tér 83H végállomása                          | ∫  |
| 17 | SZTK Rendelő                                        | 12 |
| 19 | Bécsi körút                                         | 10 |
| 20 | Szent Ferenc utca                                   | 9  |
| 22 | Személy pályaudvar 83A végállomása                  | 7  |
| 24 | Szabadsajtó utca                                    | 5  |
| 25 | Csonka utca                                         | 3  |
| 26 | Szabadság tér                                       | 2  |
| 27 | Vadkerti tér                                        | 1  |
| 28 | Vadkerti tér, buszforduló 83-as végállomása         | 0  |